# Ладаньюс, Матьё
Матьё Ладаньюс (фр. Matthieu Ladagnous; род. 12 декабря 1984, По,Франция) — французский профессиональный шоссейный велогонщик, выступающий за команду Groupama-FDJ.

## Достижения
2001
- 1-й - Чемпион Европы по трековым велогонкам среди юниоров в мэдисоне

2002
- 1-й  — Чемпион мира по трековым велогонкам среди юниоров в мэдисоне

2003
- 3-й на Чемпионате Франции по трековым велогонкам (U-23) в гонке преследования
- 1-й  — Чемпион Франции по трековым велогонкам (U-23) в гонке по очкам
- 2-й на Чемпионате Франции по трековым велогонкам в мэдисоне
- 1-й  — Чемпион Европы  по трековым велогонкам (U-23) в мэдисоне

2004
- 3-й на Чемпионате Европы по трековым велогонкам (U-23) в скрэтче
- 1-й  — Чемпион Франции по трековым велогонкам (U-23) в гонке преследования
- 2-й на Чемпионате Франции по трековым велогонкам (U-23) в гонке по очкам
- 1-й  — Чемпион Франции по трековым велогонкам в мэдисоне

2005
- 2-й на Чемпионате Франции по трековым велогонкам (U-23) в гонке преследования
- 1-й в генеральной классификации Mainfranken-Tour (U23)
  - 1-й в прологе
- 2-й на Чемпионате Франции по трековым велогонкам в мэдисоне
- 1-й  — Чемпион Франции по трековым велогонкам в командной гонке преследования
- 2-й на Чемпионате Европы по трековым велогонкам  в командной гонке преследования
- 1-й в генеральной классификации Крейз Брейз Элит (Kreiz Breizh Elite)
  - 1-й на этапах 2 и 3

2006
- 1-й на этапе 5 Тура Средиземноморья (Ronde van de Middellandse Zee)
- 1-й  — Чемпион Франции по трековым велогонкам в командной гонке преследования

2007
- 1-й  в генеральной классификации Четыре дня Дюнкерка
  - 1-й на этапе 5

2008
- 7-й на олимпийских играх в гонке на треке в мэдисоне

2009
- 1-й в генеральной классификации  Тура Габона
  - 1-й на этапе 5
- 9-й в генеральной классификации Этуаль де Бессеж
- 4-й в генеральной классификации Тура дю От-Вар
- 10-й в генеральной классификации Четыре дня Дюнкерка
- 4-й в генеральной классификации Tour de la Région Wallonne
- 1-й  La Poly Normande (Avranches - Saint-Martin-de-Landelles)
- 2-й на Туре Вандеи (Ronde van de Vendée)

2010
- 2-й в генеральной классификации Этуаль де Бессеж
- 2-й на Гран-при Шоле — Земли Луары (GP Chôlet — Pays de Loire)
- 3-й на Критериум Бордо (Bordeaux, Criterium)
- 4-й на Тур дю Ду (Tour du Doubs)

2011
- 5-й в генеральной классификации на Три дня Западной Фландрии
- 1-й  — Чемпион Франции по трековым велогонкам в гонке преследования
- 3-й на Чемпионате Франции по трековым велогонкам в командной гонке преследования
- 3-й на Чемпионате Франции по трековым велогонкам в гонке по очкам
- 1-й на этапе 1 Tour de la Région Wallonne
- 2-й в генеральной классификации Тура Лимузена
  - 1-й на этапах 3 и 4
- 4-й на Тур дю Ду (Tour du Doubs)

2012
- 6-й в генеральной классификации на Три дня Западной Фландрии
- 7-й на E3 Харелбеке
- 5-й на Гран-при Плюмелека-Морбиана (GP Plumelec-Morbihan)

2013
- 6-й на Гент — Вевельгем
- 5-й на Туре Фландрии
- 6-й на Гран-при Плюмелека-Морбиана (GP Plumelec-Morbihan)
- 1-й - Circuit de l'Aulne/GP Le Télégramme à Châteaulin, Boucles de l'Aulne
- 1-й на этапе 3 Тура Лимузена

2014
- 7-й на Туре Вандеи (Ronde van de Vendée)

2015
- 4-й в генеральной классификации Тура дю От-Вар
- 5-й на Гран-при Плюмелека-Морбиана (GP Plumelec-Morbihan)

2016
- 2-й в генеральной классификации Тура Средиземноморья
  - 1-й на этапе 1 (TTT)
- 6-й в генеральной классификации Тура Пикардии (Tour de l'Oise)
- 4-й на Гран-при Плюмелека-Морбиана (GP Plumelec-Morbihan)

## Статистика выступлений наГранд Турах
| Гранд Тур | 2009 | 2010 | 2011 | 2012 | 2013 | 2014 | 2015 | 2016 | 2017 |
| --------- | ---- | ---- | ---- | ---- | ---- | ---- | ---- | ---- | ---- |
| Джиро     | -    | -    | -    | -    | -    | -    | -    | -    | 97   |
| Тур       | -    | 93   | -    | 85   | -    | 76   | 71   | сход |      |
| Вуэльта   | 63   | -    | -    | -    | -    | -    | -    | 98   |      |

## Семья
Сестра — Каролин, регбистка.